# Somateria spectabilis
Il re degli edredoni (Somateria spectabilis (Linnaeus, 1758) è una grande anatra marina appartenente alla famiglia degli Anatidi.

## Descrizione
Questa specie è più piccola dell'edredone comune. Il maschio è inconfondibile, con il suo corpo nero, il petto bianco e la testa multicolore. Il richiamo del maschio è costituito da un tubare profondo.
La femmina è un uccello bruno, ma nonostante questo si può ancora distinguere da tutte le altre anatre ad eccezione delle altre specie di edredoni sulla base delle dimensioni e della struttura. La testa è più corta di quella dell'edredone comune, e la zona di piume che si estende sul becco è di forma arrotondata, e non triangolare.
I maschi immaturi sono generalmente tutti neri, con il petto bianco e con una macchia gialla sul becco. I maschi adulti eclissati sono simili a questi, ma non hanno il petto bianco.

## Distribuzione e habitat
Si riproduce lungo le coste artiche dell'emisfero settentrionale di Europa nordorientale, Nordamerica e Asia.
In inverno sverna un po' più a sud, nel Canada orientale e in Norvegia, dove sulle acque costiere più accoglienti può formare grandi stormi, ed è un visitatore annuale degli USA nordorientali, della Scozia e della Kamčatka.

## Biologia

### Riproduzione
Il nido viene edificato sulla tundra, nei pressi del mare, e vi vengono deposte 4-6 uova.

### Alimentazione
Questa specie si immerge alla ricerca di crostacei e molluschi, e il suo cibo preferito è costituito dalle cozze.
Il Re degli edredoni è una delle specie protette dall'Agreement on the Conservation of African-Eurasian Migratory Waterbirds (AEWA).

## Galleria d'immagini

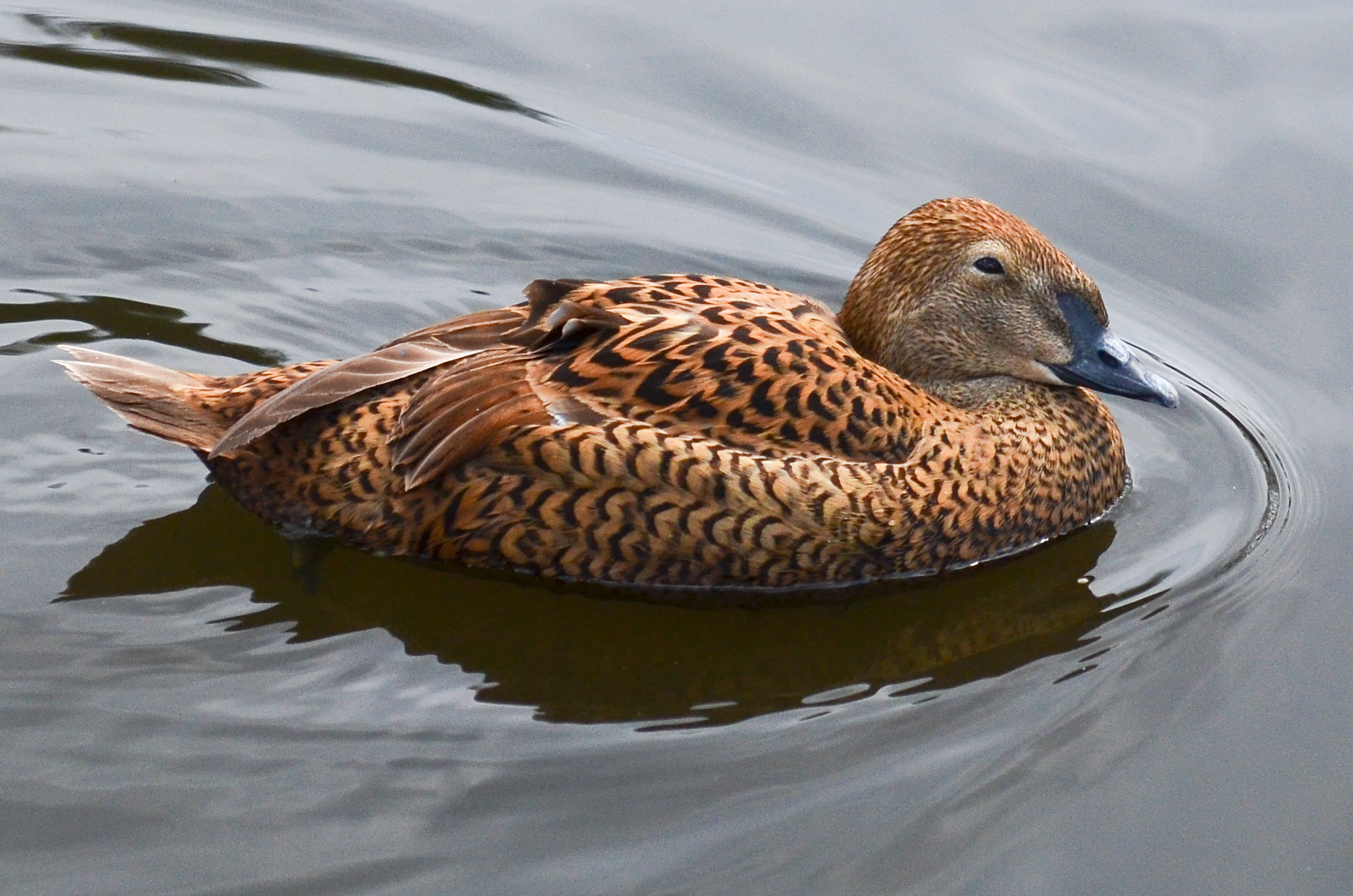
Femmina
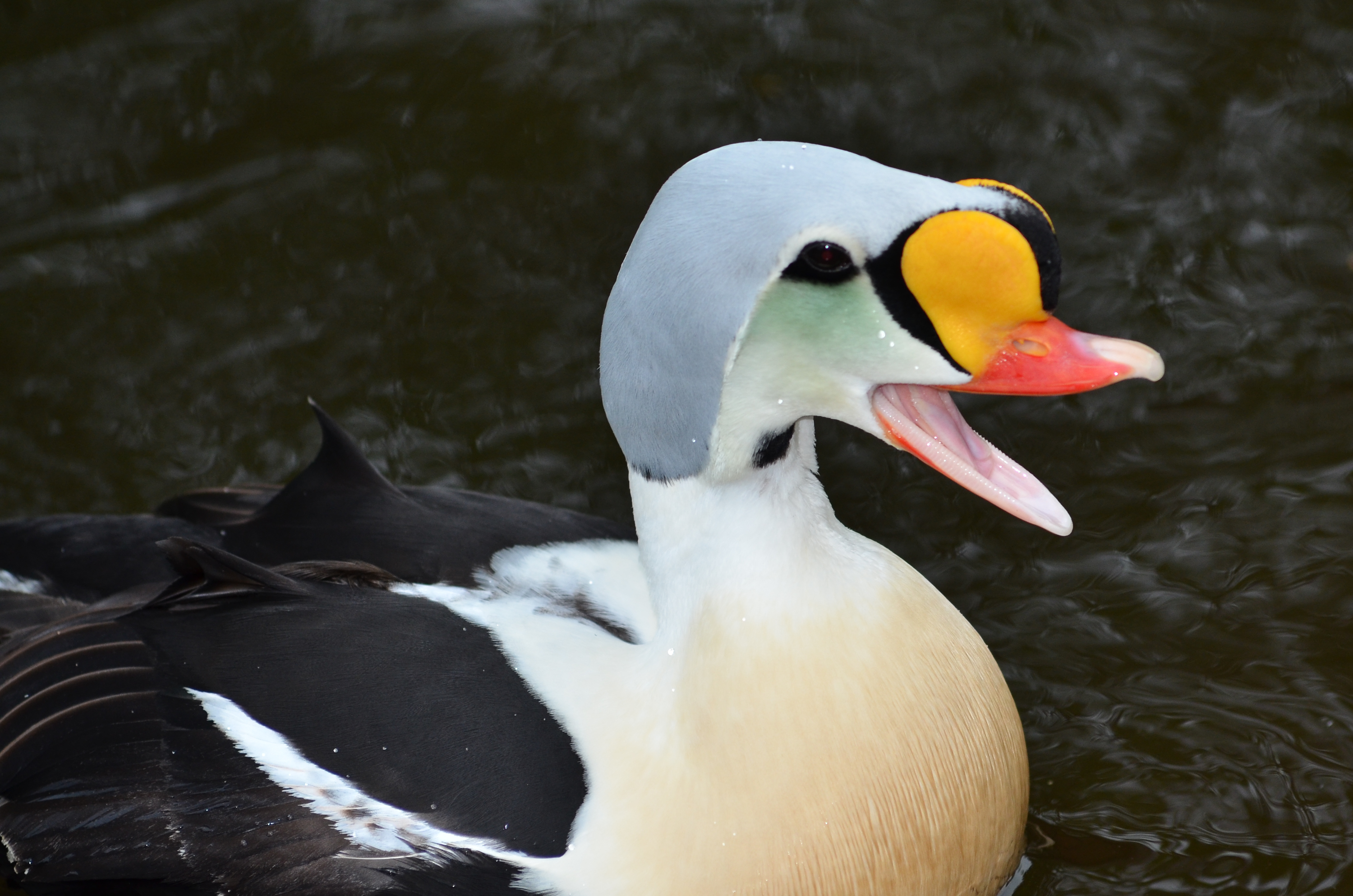
La testa vistosa del maschio
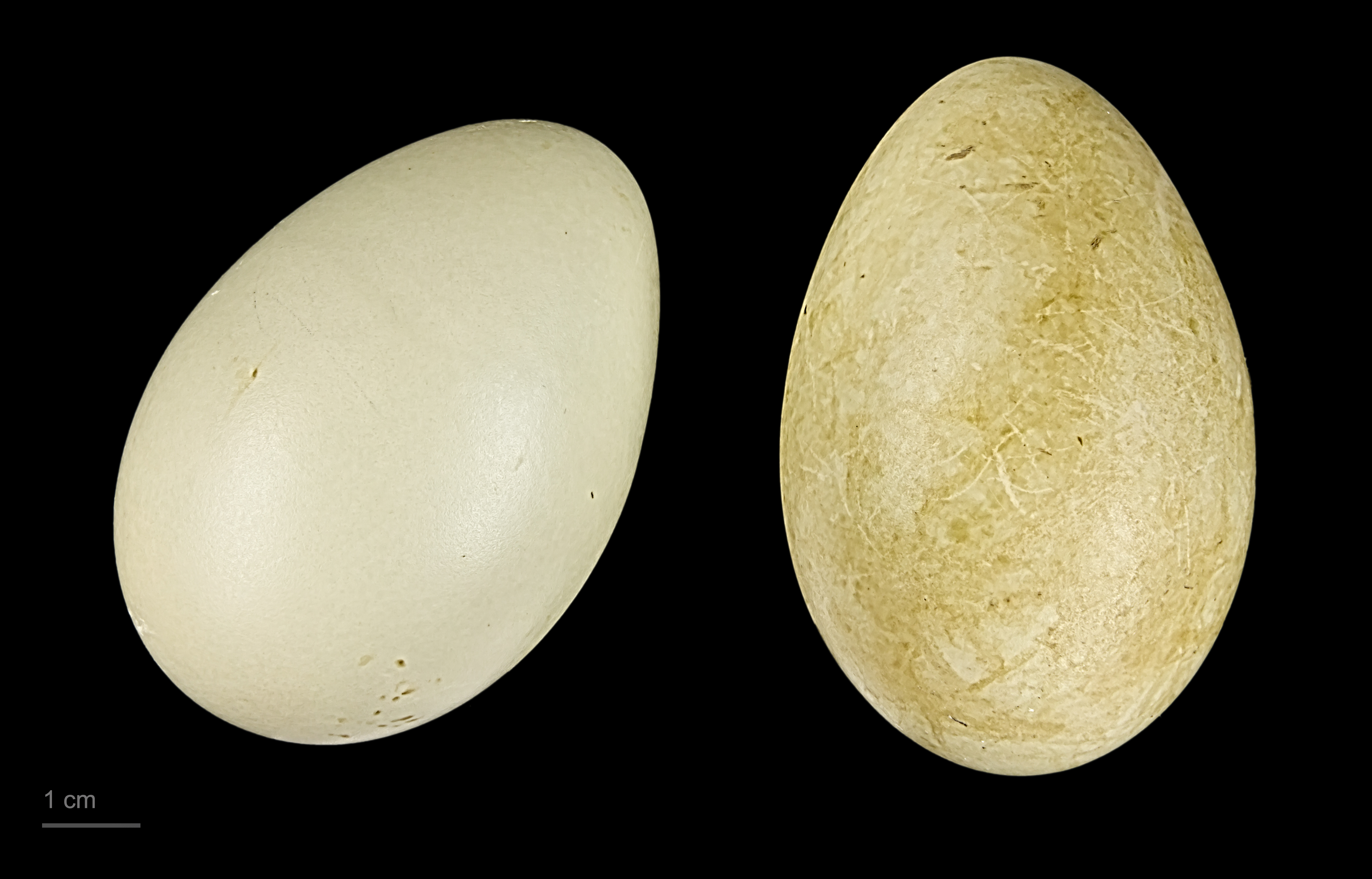
Uova